# Hans Gross (Kriminologe)
Hans Gustav Adolf Gross (auch Groß, Grosz; * 26. Dezember 1847 in Graz; † 9. Dezember 1915 in Graz) war ein österreichischer Strafrechtler, Kriminologe und Begründer der Kriminalistik.

## Leben
Gross nahm 1878 am bosnischen Feldzug teil und wurde zum Oberleutnant der Reserve befördert. Er war in seiner juristischen Praxis zunächst als Untersuchungsrichter tätig. 1881 zog die Familie nach Graz. 1883 wurde Hans Gross Stellvertreter des Staatsanwaltes in Leoben und später Senatsvorsitzender am Appellationsgericht in Graz.
1893 forderte Hans Gross die Einrichtung einer Lehrkanzel für Kriminalistik als strafrechtliche Hilfswissenschaft. Im Herbst 1893 beauftragte ihn das Justizministerium, in Wien probeweise einen Kursus über die Aufgaben des Untersuchungsrichters durchzuführen. Im selben Jahr veröffentlichte Gross das zweibändige „Handbuch für Untersuchungsrichter“, das in mehrere Fremdsprachen übersetzt wurde. Das große internationale Echo auf dieses Werk machte mehrere Neuauflagen erforderlich. Ab der dritten Auflage (1899) erschien es unter dem Titel „Handbuch für Untersuchungsrichter als System der Kriminalistik“. Hier verwendete er erstmals die Bezeichnung „Kriminalistik“ für die auf wissenschaftlichen Erkenntnissen basierende Verbrechensaufklärung. Dieses Werk gilt auch als wichtige Quelle zur Erforschung des Rotwelsch, der damals noch häufig verwendeten „Gaunersprache“, mit der sich Gross in seinem Handbuch eingehend beschäftigte. In Ergänzung zu diesem Handbuch veröffentlichte Groß 1898 seine „Criminalpsychologie“, wo u. a. die Voraussetzungen zur Erstellung eines Täterprofils behandelt wurden. Im selben Jahr erschien die von Gross mitbegründete Zeitschrift „Archiv für Kriminalanthropologie und Kriminalistik“, die bis heute als Publikationsmedium für kriminologische Erkenntnisse (Archiv für Kriminologie) bekannt ist. Hans Gross gilt als „Begründer der wissenschaftlichen Kriminologie“; seine „Grazer Kriminologische Schule“ fand weltweit große Anerkennung.
Im Jahre 1894 erschien das „Lehrbuch für den Ausforschungsdienst der k.k. Gendarmerie“, in dem Gross u. a. (erstmals) anregte, zur Aufklärung von Straftaten im Bedarfsfall auch Suchhunde einzusetzen. 1894 erhielt er vom Landesverteidigungsministerium auch den Auftrag, für Gendarmerieoffiziere einen vergleichbaren Kursus wie zuvor für Untersuchungsrichter zu veranstalten. Großes Aufsehen erregte der von Hans Gross im Handbuch vorgestellte „Tatortkoffer“, der alle Utensilien für die Spurensicherung, wie Schreibmaterial, Lupe, Messgeräte, Pinzetten, Schrittzähler, Kompass, Kreuze und Kerzen enthielt, die den untersuchenden Beamten bei der Beweissicherung vor Ort unterstützen und etwaigen Zeugen bei der Verifizierung ihrer Aussagen helfen sollte. Darin sollen sich sogar Bonbons befunden haben, um ängstliche Kinder zur Mitarbeit zu bewegen.
Am 1. August 1895 fand in Graz die Eröffnung des Kriminalmuseums statt, zu deren Kustos Hans Gross bestellt wurde. Er versuchte 1896, sich an der Rechts- und staatswissenschaftlichen Fakultät der Universität Graz für Strafrecht mit der Beschränkung auf die gerichtliche Untersuchungswissenschaft (Kriminalistik) zu habilitieren: Den Antrag lehnten das Ministerium und das Professorenkollegium ab. Dennoch erging am 1. August 1898 an Hans Gross – ohne Habilitation – ein Ruf an die Franz-Josephs-Universität Czernowitz, am 16. Dezember 1898 kam seine Ernennung zum ordentlichen Professor für das Strafrecht und 1900 zum Dekan.
Seit dem 3. März 1902 lehrte er an der Prager Universität. Dort stieg Gross bis zum Dekan auf. Einer seiner Studenten war Franz Kafka, der sich in seinem Werk „Das Schloss“ oder „In der Strafkolonie“ mit juristischen Themenbereichen auseinandersetzte.
Am 20. Juli 1905 folgte die Berufung zum ordentlichen Professor für das österreichische Strafrecht und Strafprozessrecht an die Karl-Franzens-Universität Graz. In diesen Jahren versuchte er Veränderungen im Strafrecht herbeizuführen und Strafkolonien für Kriminelle auf den kroatischen Inseln der Monarchie zu errichten. Die Kriminellen, worunter er unter anderem Anarchisten, Arbeitsscheue, Drogenabhängige, Homosexuelle und Zigeuner verstand, sollten aus der Gesellschaft entfernt und auf entlegenen Inseln für landwirtschaftliche Arbeiten herangezogen werden. Das Projekt scheiterte, weil sich die meisten der vorgesehenen Inseln nicht für Landwirtschaft eigneten und die Regierung nicht genügend Finanzmittel für den Grundstückserwerb auf den Inseln zur Verfügung stellte.
Eine von Franz von Liszt betriebene Berufung an einen neu zu errichtenden Lehrstuhl an der Friedrich-Wilhelms-Universität in Berlin kam wegen nicht bewilligter Finanzmittel nicht zustande.
Am 17. Februar 1913 wurde das Kriminalistische Institut zur Pflege der Hilfswissenschaften an der rechts- und staatswissenschaftlichen Fakultät der Universität Graz eröffnet und Hans Gross zum Leiter des Instituts bestellt.
Hans Gross und seine Ehefrau Adele Gross, geborene Raymann (* 11. März 1854 in Retz; † 20. Juni 1942 in Graz) waren die Eltern des Psychoanalytikers Otto Gross (1877–1920). Im November 1913 ließ Hans Gross seinen Sohn Otto festnehmen und in eine österreichische Irrenanstalt einweisen. Grundlage für die Aktion war ein mit Genehmigung des k.k. Landesgerichts getroffener Beschluss des k.k. Bezirksgerichts Graz zur Verhängung der Kuratel gegen Otto Gross wegen gerichtlich erhobenen „Wahnsinns“. Als Kurator wurde der Vater eingesetzt, der anschließend für eine Verlegung seines Sohnes in die Landesirrenanstalt Troppau in Schlesien sorgte.

## Auszeichnungen

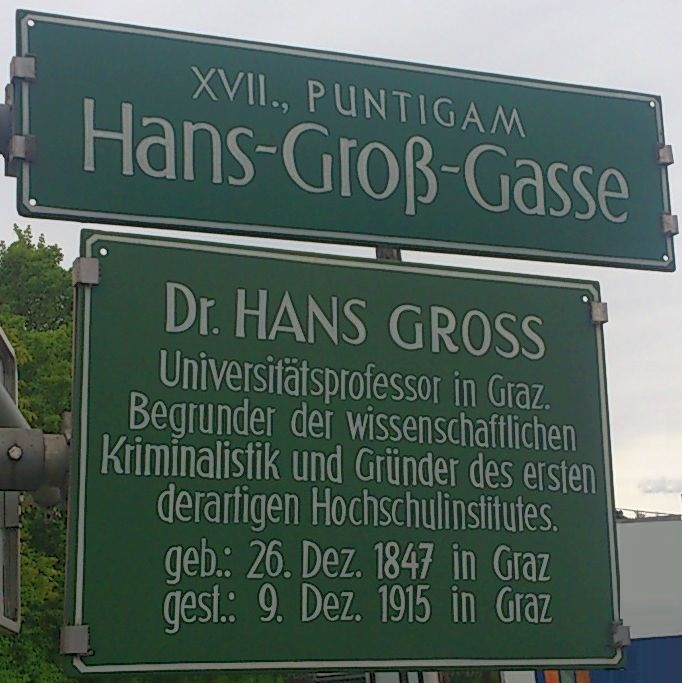
Straßenschilder in Puntigam (Graz)

- 1894: Ritterkreuz des Franz-Joseph-Ordens
- 1909: Orden der Eisernen Krone III. Klasse

## Würdigung
Der Landesverband Brandenburg des Bundes Deutscher Kriminalbeamter hat erstmals 2009 einen Hans-Gross-Preis für herausragende Verdienste um die Kriminalistik ausgelobt. Erster Preisträger war Erardo Cristoforo Rautenberg, Generalstaatsanwalt des Landes Brandenburg. Die Preisverleihung erfolgte auch mit Grußworten im Namen von Sophie Templer-Kuh, der Enkelin von Hans Gross.

## Publikationen
In den Quellen wird gelegentlich auch der Autorenname Hanns Gross genannt.
- 1880: Die Entscheidungen des k.k. österr. obersten Gerichts- und Cassationshofes über den § 199a des Strafgesetzes vom 7. Mai 1852 aus der Zeit v. Ende 1850 bis Ende 1878.
- 1893: Handbuch für Untersuchungsrichter als System der Kriminalistik. Neuer Titel: Handbuch der Kriminalistik. Wissenschaft und Praxis der Verbrechensbekämpfung. Neubearbeitung v. Friedrich Geerds. Band 1: Die Kriminalistik als Wissenschaft. – Die Technik der Verbrechen. – Kriminaltechnik. / Band 2: Kriminaltaktik. – Die Organisation der Verbrechensbekämpfung. Lizenzausgabe nach J. Schweitzer 1977 u. 1978 bei Pawlak, Herrsching 1987, ISBN 978-3-88199-264-0.
  - Englische Ausgabe: Criminal Investigation. A practical handbook for magistrates, police officers, and lawyers. Translated by J. Adam and J. C. Adam. Madras, A. Krishnamachari, 1906.
- 1894: Lehrbuch für den Ausforschungsdienst der k.k. Gendarmerie.
- 1898: Criminalpsychologie. Leuschner & Lubensky, Graz. Nachdruck bei Müller, Saarbrücken 2007. – archive.org.
- 1901: Der Raritätenbetrug. Guttentag, Berlin. Nachdruck bei Keip, Stockstadt am Main 1997.
- 1901: Encyklopädie der Kriminalistik. Vogel, Leipzig. – archive.org.
- 1902: Gesammelte kriminalistische Aufsätze. F. C. W. Vogel, Leipzig. – archive.org.
- 1909: Kriminalistische Tätigkeit und Stellung des Arztes. Braumüller, Wien.
- 1918: Die Erforschung des Sachverhalts strafbarer Handlungen. 4. Auflage. Schweitzer, München.

## Ausstellungen
- 4. Oktober 2003 bis 9. Februar 2004 im Stadtmuseum Graz: Die Gesetze des Vaters. Problematische Identitätsansprüche. Hans und Otto Gross, Sigmund Freud und Franz Kafka (Katalog erschienen).
- 26. März 2013 bis 14. Juli 2013 im Kleist-Museum in Frankfurt an der Oder: Sherlock’s Onkel. Die Spuren des Dr. Gross.